# Maria Clara Spinelli
Maria Clara Spinelli Rodrigues (Assis, SP, 20 de mayo de 1975) es una actriz brasileña, premiada internacionalmente por la película Quanto Dura o Amor? (2009) no Festival Paulínia de Cinema, Hollywood Film Festival e Monaco Film Festival.
En 2023, se convirtió en la primera actriz transexual en protagonizar una producción de la televisión abierta brasileña.

## Vida personal
En una entrevista, Maria Clara afirmó que siempre se había sentido mujer, desde pequeña, y que era muy difícil entender por qué la gente la trataba como a un niño. Su madre, que la tuvo a los 45 años y que ya falleció, es todavía mencionada por la actriz como si estuviera presente: "era la única familia que tenía", declara.
Aunque reconoce la importancia de ser la primera actriz transgénero en protagonizar una gran producción televisiva brasileña, Maria Clara expresa su temor a ser etiquetada como intérprete de personajes trans, y afirma ser capaz de "interpretar cualquier personaje". Así lo afirmó en su cuenta de Instagram:

Como actriz, creo que debemos revisar este concepto de actriz trans. Porque sé que no estás diciendo nada malo, y estoy aquí para aprovechar el anzuelo para hablar de una manera un poco más general sobre cómo me siento. Cuando unes dos adjetivos, creas un tercero. Entonces, si combinas actriz y trans se convierte en algo más. Y, luego, eso me menosprecia en relación a otras actrices.

## Carrera
Entre 1990 y 2000 fue bailarina de la Companhia Dança-Teatro. Debutó como actriz de teatro en 2002 y, en 2003, ganó el premio Actriz Revelación en la fase regional del Mapa Cultural Paulista con el monólogo O Ser Gritante, basado en textos de Clarice Lispector. En 2008, fue invitada por Ivam Cabral, fundador del Grupo de Teatro Os Satyros, a participar del Festival Satyrianas, donde interpretó el monólogo Matéria dos Sonhos, de Cláudia Pucci, con dirección de Sandro de Cássio Dutra. María Clara trabajó como funcionaria pública hasta el año 2009, cuando decidió dedicarse exclusivamente a su carrera actoral.
En 2010, ganó protagonismo tras participar en la película Quanto Dura o Amor?, que le valió el premio a la Mejor Actriz en el Festival Paulínia de Cinema, el Hollywood Brazilian Film Festival y el Monaco Charity Film Festival. La película también la llevó a ser nominada a Mejor Actriz en los VI Prêmio FIESP/SESI-SP do Cinema Paulista - 2010.
En 2013 participó en la telenovela Salve Jorge, en la que interpretó al personaje Anita, una joven humilde y soñadora, que sufre tras ser obligada a prostituirse por una red de trata de personas.
En 2015, invitada por la directora Duda Gorter, participó del cortometraje Fantasia Improviso - Primeiro Movimento, interpretando el personaje Wanda.
En 2016, fue una de las protagonistas de la serie Supermax, de la TV Globo, creada por Fernando Bonassi, Marçal Aquino y José Alvarenga Jr., dirigida por José Alvarenga Jr., José Eduardo Belmonte y Rafael Miranda, donde interpretó el personaje Janette.
Ese mismo año protagonizó la película A Felicidade de Margô, dirigida por Maurício Eça, con guion de Paulo Garfunkel, basada en una crónica de Drauzio Varella. La película fue producida a través de una convocatoria del FICTV, en el ámbito del Programa Audiovisual de la CPLP, en una coproducción internacional que incluyó a los países de Angola, Brasil, Cabo Verde, Guinea-Bissau, Guinea Ecuatorial, Mozambique, Portugal, Santo Tomé y Príncipe y Timor Oriental.
En noviembre de 2016, fue invitada a ser Maestra de Ceremonias del 24° Festival Mix Brasil Cultura de la Diversidad.
En 2017 interpreta el personaje Mira, en A Força do Querer, secretaria golpista y principal socia de la villana Irene (Débora Falabella). Este papel marcó un hito en la historia de la televisión brasileña, ya que fue la primera vez que una actriz transgénero interpretó un personaje de mujer cisgénero en una telenovela de las 21 horas de TV Globo. Este personaje fue creado por Gloria Pérez especialmente para Maria Clara Spinelli.
En 2018, invitada por el director José Eduardo Belmonte, hizo una aparición especial en la serie Carcereiros, producida por Gullane Filmes y Rede Globo.
En 2023 se unió al elenco del remake de Elas por Elas, donde interpretó a Renée, convirtiéndose en la primera actriz transexual en protagonizar una telenovela.

## Filmografía[19]

### Cine
| Año  | Título                    | Personaje  | Notas   |
| ---- | ------------------------- | ---------- | ------- |
| 2009 | Quanto Dura o Amor?       | Suzana     |         |
| 2016 | A Felicidade de Margô     | Margô      |         |
| 2020 | Rosa e Momo               | Lola (voz) | Doblaje |
| 2020 | De Perto Ela Não É Normal | Beth       |         |

### Televisión
| Año  | Título               | Personaje               | Notas                          |
| ---- | -------------------- | ----------------------- | ------------------------------ |
| 2012 | Salve Jorge          | Anita Silveira          |                                |
| 2016 | Supermax             | Janette                 |                                |
| 2017 | A Força do Querer    | Miraceli Almeida (Mira) |                                |
| 2018 | Carcereiros          | Kelly                   | Episodio: "Resgate no Inferno" |
| 2023 | Elas por Elas (2023) | Renée Venturini         |                                |

## Teatro
| Año     | Título                                         |
| ------- | ---------------------------------------------- |
| 1990–00 | Espectáculos de danza con la Cia. Dança-Teatro |
| 2002    | Alice no País das Maravilhas                   |
| 2003    | Mogli                                          |
| 2003–04 | O Ser Gritante                                 |
| 2005    | Mudança                                        |
| 2008    | Matéria dos Sonhos                             |
| 2009    | Amor?                                          |
| 2013    | Charllotty                                     |
| 2018–19 | Trilogia do Antipatriarcado                    |
| 2021    | Divinas Divas                                  |

## Premios y nominaciones
| Año  | Premio                              | Categoría            | Nominación          | Resultado | Nota   |
| ---- | ----------------------------------- | -------------------- | ------------------- | --------- | ------ |
| 2004 | "Mapa Cultural Paulista"            | Nueva actriz: teatro | O Ser Gritante      | Ganadora  | [ 25 ] |
| 2009 | "Festival Paulínia de Cinema"       | Mejor Actriz         | Quanto Dura o Amor? | Ganadora  | [ 2 ]  |
| 2010 | "Hollywood Brazilian Film Festival" | Mejor Actriz         | Quanto Dura o Amor? | Ganadora  | [ 2 ]  |
| 2010 | "Monaco Film Festival"              | Mejor Actriz         | Quanto Dura o Amor? | Ganadora  | [ 2 ]  |
| 2010 | Palm Springs Film Festival          | Mejor Actriz         | Quanto Dura o Amor? | Ganadora  | [ 27 ] |
| 2010 | Mostra de Cinema Paulista           | Mejor Actriz         | Quanto Dura o Amor? | Nominada  | [ 2 ]  |
| 2010 | Prêmio FIESP/SESI-SP de Cinema      | Mejor Actriz         | Quanto Dura o Amor? | Nominada  | [ 2 ]  |